# گروس شنکنبرگ
گروس شنکنبرگ (به آلمانی: Groß Schenkenberg) یک شهر در آلمان است که در هرتسوگتوم لاونبورگ واقع شده‌است.
 گروس شنکنبرگ  ۵۵۶ نفر جمعیت دارد.